# 모하마도 파르잔사나
모하마도 파르잔사나(일본어: モハマド ファルザン佐名, 2004년 6월 30일~)는 일본의 축구 선수이다.

## 구단 경력
그는 2023년 J1리그의 가시와 레이솔에 입단했다.